# RisingOn
RisingOn (ライジングオン RISINGON?) es una organización de artes marciales mixtas con sede en Japón y promovida por Versus.Co., Ltd., una empresa privada. Atsushi Tanabe se desempeña como gerente de Versus. Los eventos generalmente se llevan a cabo en la Región de Kansai.

## Historia

### Como Powergate
Versus.Co., Ltd. se fundó en 2005 para encontrar peleadores talentosos en la región Kansai, en el oeste de Japón. Su primer evento, POWERGATE The Unknowns Strike Back, se celebró el 19 de junio de 2005 en Flamingo the Arusha, Osaka.
Desde septiembre de 2006, algunos eventos incluyeron el uso de una jaula hexagonal,  además de prohibir los golpes a la cabeza de un oponente caído. Además, también se ofrecieron combates de kickboxing.
En 2008, Versus.Co., Ltd. anunció la organización de torneos para consagrar a los primeros campeones de peso ligero (70 kg) y peso mediano (83 kg). El torneo se denominó «Kaiser Grand Prix» y los campeones recibieron el nombre de Kaiser, en referencia a la palabra alemana para «emperador». El 13 de abril y el 22 de junio, Keisuke Sakai y Zenta Yamazaki ganaron los torneos de peso mediano y peso ligero, convirtiéndose en los primeros campeones de sus respectivas divisiones.
El 17 de marzo de 2007, Versus.Co., Ltd. anunció que promoverían el torneo de peso pluma para sancionar al primer campeón en 65 kg. El 25 de agosto, Daikai Ozaki ganó el torneo para convertirse en el primer campeón de peso pluma. Ozaki defendió su título cuatro veces y lo retuvo hasta que PowerGate cerró.

### Como RisingOn
En diciembre de 2009, Versus.Co., Ltd. anunció el fin de la serie de eventos PowerGate y el inicio de una nueva serie. Se denominó RisingOn y el primer evento se celebró el 29 de diciembre de ese año. A partir de este evento, se utiliza la jaula octogonal. Hiroshi Shiba, quien ganó el título ligero el 28 de junio de 2009, y Daikai Ozaki, quien ganó el título de peso pluma el 25 de agosto de 2007, fueron consagrados como los primeros campeones de RisingOn.
El 8 de agosto de 2010, Hiroki Tanaka se convirtió en el primer campeón de RisingOn en peso welter, y Soo-Chol Kim de Corea del Sur se convirtió en el tercer campeón pluma como el primer luchador no japonés.